# Fronteira Camarões–República Centro-Africana
A fronteira entre os Camarões e a República Centro-Africana é a linha que limita os territórios dos Camarões e da República Centro-Africana, com 901 km de comprimento. A linha é definida em parte pelo rio Mbéré (na parte norte) e pelo rio Sangha (na parte sul).
Há postos fronteiriços em Garoua-Boulaï, Gbiti, Kentzou, Ngaoui e Touboro.
O monte Ngaoui, o mais alto da República Centro-Africana, situa-se nesta fronteira.